# Oxylychna chilota
Oxylychna chilota är en fjärilsart som beskrevs av Edward Meyrick 1919. Oxylychna chilota ingår i släktet Oxylychna och familjen äkta malar. Inga underarter finns listade i Catalogue of Life.